# Protaphorura campata
Protaphorura campata is een springstaartensoort uit de familie van de Onychiuridae. De wetenschappelijke naam van de soort is voor het eerst geldig gepubliceerd in 1952 door Gisin.